# 康尼瑪拉
康尼瑪拉（Connemara）是愛爾蘭島上的一個地區，位在愛爾蘭西岸、比鄰大西洋，行政上劃屬戈尔韦郡管轄。

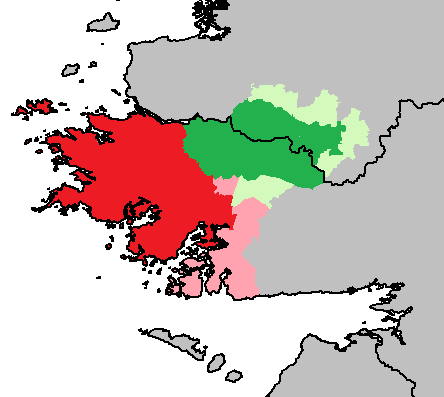
康尼瑪拉（紅色）以及Joyce Country（綠色）

康尼瑪拉的範圍包含了戈尔韦郡的整個西半部，北鄰梅奧郡，東邊是科里布湖，南方則隔著戈尔韦湾與阿倫群島和克萊爾郡相望。康尼瑪拉的西北部，在1980年被劃為康尼瑪拉國家公園。康尼瑪拉南部的康尼瑪拉機場則與阿倫群島之間有康尼瑪拉航空（Aer Arann Islands）營運的航線通航。